# Буланова (село)
Була́нова (рос. Буланова) — село у складі Ірбітського міського округу Свердловської області.
Населення — 65 осіб (2010, 101 у 2002).
Національний склад населення станом на 2002 рік: росіяни — 97 %.
До 1 жовтня 2017 року село мало статус присілка.